# Dirk Jan de Geer
Jonkheer Dirk Jan de Geer (Groningen, 14 dicembre 1870 – Soest, 28 novembre 1960) è stato un politico e avvocato olandese, primo ministro dei Paesi Bassi dal 1926 al 1929 e dal 1939 al 1940.

## Biografia
Dopo aver discusso il suo dottorato in Legge nel 1895 lavorò prima come giornalista e poi come consigliere della città di Rotterdam dal 1901 al 1907.
Dopo la fine del quinto gabinetto di Hendrikus Colijn nel 1939 gli venne chiesto di formare un governo. Quanto i nazisti attaccarono i Paesi Bassi il 10 maggio 1940, de Geer ed il suo esecutivo fuggirono a Londra dove cercò di negoziare una pace separata tra Gran Bretagna e Germania asserendo che Hitler non poteva essere sconfitto e screditando così il proprio ruolo. La regina  Guglielmina, infatti, lo rimpiazzò con Pieter Sjoerds Gerbrandy.
In seguito gli venne ordinato di andare nelle Indie Olandesi (l'attuale Indonesia); durante il viaggio riuscì a fuggire e a tornare nei Paesi Bassi dalla sua famiglia con il permesso delle forze d'occupazione naziste. Guglielmina lo accusò di tradimento e di diserzione della causa olandese. De Geer pubblicò anche un controverso pamphlet nel quale dava istruzioni su come cooperare con i tedeschi. Dopo la fine della seconda guerra mondiale questo gesto gli costò un processo per collaborazionismo in seguito al quale venne privato di tutti i suoi titoli onorari.
Suo nipote è l'ex calciatore Boudewijn de Geer e il suo pro-nipote è Mike de Geer.